# スペンサー伯爵
スペンサー伯爵 （スペンサーはくしゃく、英語: Earl Spencer）は、イギリスの伯爵位。グレートブリテン貴族。
1765年にスペンサー家の分流でホイッグ党所属庶民院議員のジョン・スペンサーがオールトラップ子爵 (Viscount Althorp) 位とともに授爵されたのにはじまる。
伯爵家の法定推定相続人は、儀礼称号として従属爵位の一つオールトラップ子爵を名乗る。

## 歴史

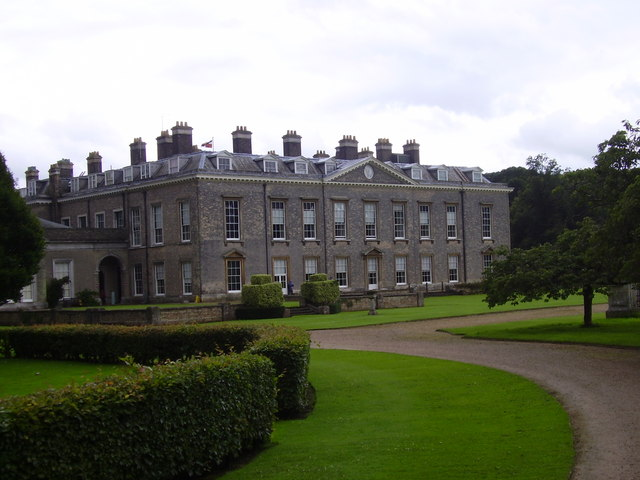
オルソープ・ハウス

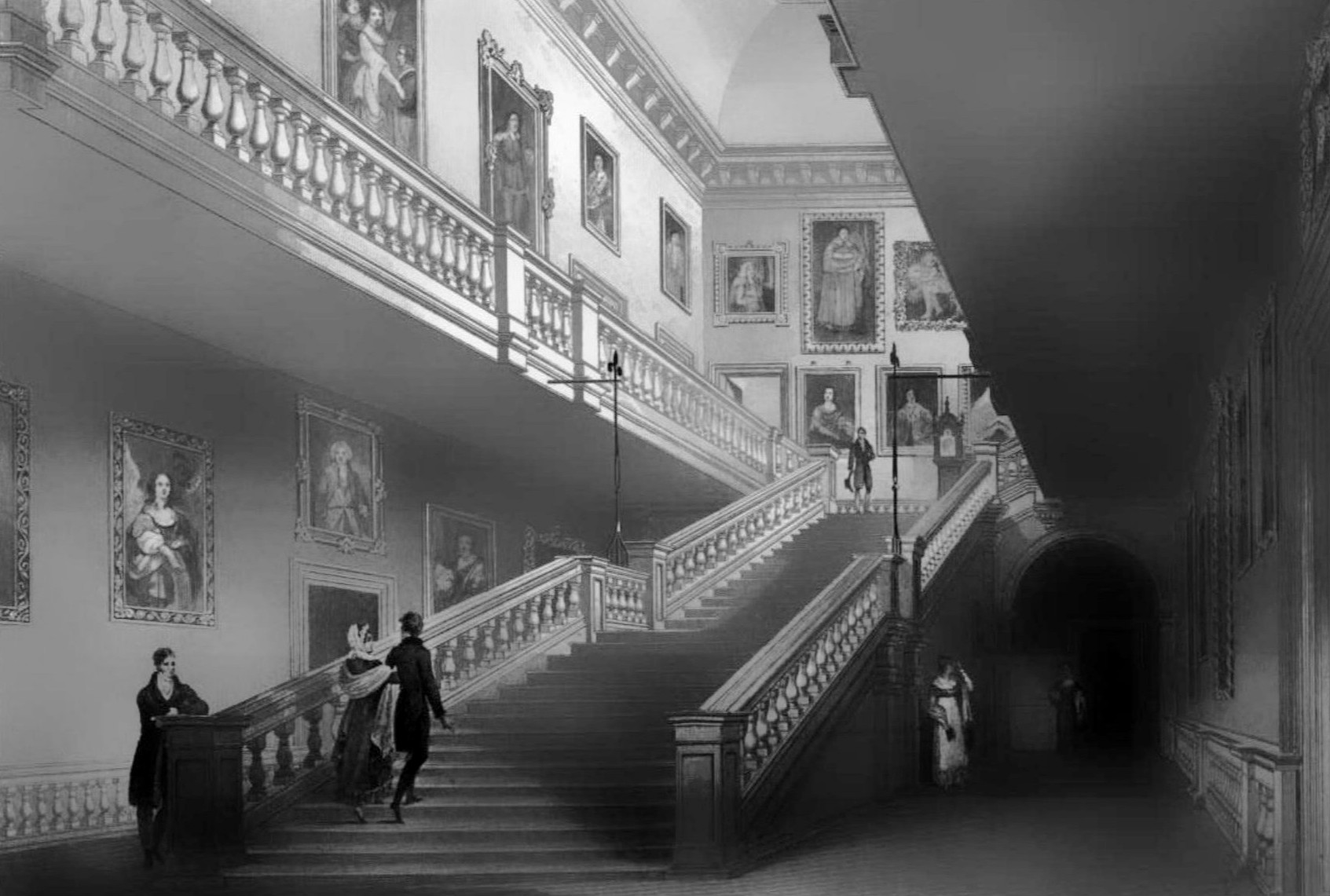
1822年のオルソープ・ハウス邸内を描いた絵画

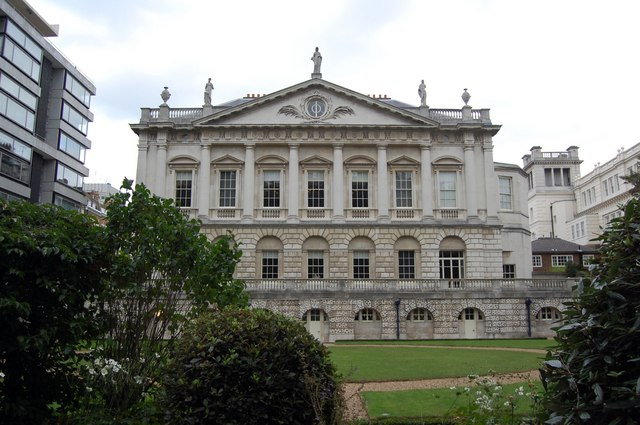
ロンドンにあるスペンサー伯爵家の邸宅スペンサー・ハウス（2009年撮影）。現在はRIT・キャピタル・パートナーズに賃貸中。

初代スペンサー伯に叙されるジョン・スペンサー(1734-1783)は、第3代サンダーランド伯チャールズ・スペンサー(1675–1722)の三男ジョン・スペンサー(1708–1746)の息子であり、ホイッグ党所属の庶民院議員を務めていたが、1761年4月3日にグレートブリテン貴族爵位「オールトラップのスペンサー子爵（Viscount Spencer of Althorp）」及び「オールトラップのスペンサー男爵（Baron Spencer of Althorp）」に叙せられて、貴族院議員に転じ、さらに1765年11月1日にグレートブリテン貴族「スペンサー伯爵（Earl Spencer）」及び「オールトラップ子爵（Viscount Althorp）」に叙せられた。これがスペンサー伯爵家の創始だった。
初代伯爵は政界において庶民院・貴族院議員以上の存在にはならなかったが、その長男である2代伯爵ジョージ(1758-1834)は王璽尚書や海軍大臣、内務大臣などの閣僚職を歴任した。党派は父同様ホイッグ党であったが、トーリー党政権の小ピット内閣にも海相として入閣しており、ネルソン提督を抜擢したのは彼であった。
その長男である3代伯爵ジョン(1782-1845)は、襲爵前に庶民院ホイッグ党の幹部として活躍し、1830年から1834年のホイッグ党政権下で庶民院院内総務や大蔵大臣を務め、第一次選挙法改正の実現に貢献した。
3代伯爵の弟である4代伯爵フレデリック(1798-1857)は主に海軍軍人として活躍した。
4代伯爵の長男である5代伯爵ジョン(1835-1910)は自由党の政治家としてアイルランド総督や枢密院議長や海軍大臣などの閣僚職を歴任した。第3次グラッドストン内閣においてアイルランド自治法案を支持した数少ないホイッグ貴族の一人であった。
政界の中枢として活躍した当主は5代伯爵が最後であり、20世紀以降の当主は廷臣や軍人になったり、地主業に専念する例が増えていく。5代伯爵の弟である6代伯爵チャールズ(1857-1922)は副宮内長官や宮内長官を務めた。彼はスペンサー伯爵位を襲爵する前の1905年12月19日に連合王国貴族爵位「ノーサンプトンシャーのグレート・ブリントンのオールトラップ子爵（Viscount Althorp, of Great Brington in the County of Northampton）」に叙されており、以降この爵位もスペンサー伯爵位の従属爵位に加わった。
その長男である7代伯爵アルバート(1892-1975)は43年にわたって国防義勇軍の軍人として活躍した。彼は自分の屋敷への思い入れが強く、邸宅に飾られている全ての絵画や家具の由来を説明できたので「館長伯爵」と呼ばれていたという。
その長男である8代伯爵エドワード(1924-1992)も若い頃、陸軍軍人だった。また王室に侍従として仕えた。彼の三女であるダイアナ(1961-1997)は現在のイギリス国王チャールズ3世に嫁いだことで知られる。
2022年現在の当主は8代伯爵の次男（長男は早世）でダイアナ妃の弟にあたる第9代スペンサー伯爵チャールズ・スペンサー(1964-)である
伯爵家の本宅は、ノーサンプトンシャーのオールソープ（ノーサンプトンの北西8キロ）にあるオルソープ・ハウスである。同屋敷は1508年に建築されたが、摂政皇太子ジョージの時代に建築家ヘンリー・ホランドによる改築で現在の姿となった。伯爵家はその屋敷を中心にノーサンプトンシャーに1万3000エーカーもの土地を所有する大地主である。ノーフォークのノース・クリーク村も伯爵家が所有する。
8代伯爵の代からオルソープの屋敷の維持費の捻出に苦しむようになり、屋敷内に飾られていた様々な美術品の売却を行うようになった。こうした傾向は現在の9代伯爵の代も続いている。
伯爵家のロンドンの邸宅スペンサー・ハウスも維持困難になったため、1985年から96年契約で第4代ロスチャイルド男爵ジェイコブ・ロスチャイルドの経営するRIT・キャピタル・パートナーズに賃貸している。ロスチャイルド卿は2000万ポンドもの巨費を投じてその内装を18世紀の状態に復元した。この修復作業はダイアナ妃からも高く評価された。

## 現当主の保有爵位
現当主である第9代スペンサー伯爵チャールズ・スペンサーは以下の爵位を保有している。
- 第9代スペンサー伯爵 (9th Earl Spencer)
（1765年11月1日の勅許状によるグレートブリテン貴族爵位）
- ノーサンプトン州におけるオールトラップの第9代スペンサー子爵 (9th Viscount Spencer, of Althorp in the County of Northampton)
（1761年4月3日の勅許状によるグレートブリテン貴族爵位）
- ノーサンプトン州におけるオールトラップの第9代オールトラップ子爵 (9th Viscount Althorp, of Althorp in the County of Northampton)
（1765年11月3日の勅許状によるグレートブリテン貴族爵位）
- ノーサンプトン州におけるグレート・ブリントンの第4代オールトラップ子爵 (4th Viscount Althorp, of Great Brington in the County of Northampton)
（1905年12月19日の勅許状による連合王国貴族爵位）
- ノーサンプトン州におけるオールトラップのオールトラップの第9代スペンサー男爵 (9th Baron Spencer of Althorp, of Althorp in the County of Northampton)
（1761年4月3日の勅許状によるグレートブリテン貴族爵位）

## 一覧

### スペンサー子爵（1761年）
| 肖像 | 爵位の代数 名前 （生没年）                          | 受爵期間                      | 役職                                            | 他の称号             |
| --- | --------------------------------------------------- | ----------------------------- | ----------------------------------------------- | -------------------- |
| | 初代スペンサー伯爵 ジョン・スペンサー （1734-1783） | 1761年4月3日 - 1783年10月31日 | 庶民院議員（1756-1761） 貴族院議員（1761-1783） | スペンサー男爵(1761) |
| 1765年11月1日にスペンサー伯爵に叙される。以降スペンサー伯爵位と継承者が同じ。下記のスペンサー伯爵の欄参照。 |                                                     |                               |                                                 |                      |

### スペンサー伯爵（1765年）
| 肖像 | 爵位の代数 名前 （生没年）                                                   | 受爵期間                        | 続柄       | 役職 | 他の称号                                                                                    |
| ---- | ---------------------------------------------------------------------------- | ------------------------------- | ---------- | --- | ------------------------------------------------------------------------------------------- |
|      | 初代スペンサー伯爵 ジョン・スペンサー （1734-1783）                          | 1765年11月1日 - 1783年10月31日  |            | 庶民院議員（1756-1761） 貴族院議員（1761-1783）                                                                                       | スペンサー子爵(1761) オールトラップ子爵(1765) スペンサー男爵(1761)                          |
|      | 第2代スペンサー伯爵 ジョージ・ジョン・スペンサー （1758-1834）               | 1783年10月31日 - 1834年11月10日 | 先代の息子 | 王璽尚書（1794） 海軍大臣（1794-1801） 内務大臣（1806-1807） 庶民院議員（1780-1783） 貴族院議員（1783-1834）                          | スペンサー子爵(1761) オールトラップ子爵(1765) スペンサー男爵(1761)                          |
|      | 第3代スペンサー伯爵 ジョン・チャールズ・スペンサー （1782-1845）             | 1834年11月10日 - 1845年10月1日  | 先代の息子 | 財務大臣（1830-1834） 庶民院院内総務（1830-1834） 庶民院議員（1804-1834） 貴族院議員（1834-1845）                                     | スペンサー子爵(1761) オールトラップ子爵(1765) スペンサー男爵(1761)                          |
|      | 第4代スペンサー伯爵 フレデリック・スペンサー （1798-1857）                   | 1845年10月1日 - 1857年12月27日  | 先代の弟   | 庶民院議員（1831-1835,1837-1841） 貴族院議員（1845-1857）                                                                             | スペンサー子爵(1761) オールトラップ子爵(1765) スペンサー男爵(1761)                          |
|      | 第5代スペンサー伯爵 ジョン・ポインツ・スペンサー （1835-1910）               | 1857年12月27日 - 1910年8月13日  | 先代の息子 | アイルランド総督（1868-1874,1882-1885） 枢密院議長（1880-1883,1886） 海軍大臣（1892-1895） 庶民院議員（1857） 貴族院議員（1857-1910） | スペンサー子爵(1761) オールトラップ子爵(1765) スペンサー男爵(1761)                          |
|      | 第6代スペンサー伯爵 チャールズ・ロバート・スペンサー （1857-1922）           | 1910年8月13日 - 1922年9月26日   | 先代の弟   | 宮内長官（1905-1912） 庶民院議員（1880-1895,1900-1906） 貴族院議員（1905-1922）                                                       | スペンサー子爵(1761) オールトラップ子爵(1765) オールトラップ子爵(1905) スペンサー男爵(1761) |
|      | 第7代スペンサー伯爵 アルバート・エドワード・ジョン・スペンサー （1892-1975） | 1922年9月26日 - 1975年6月9日    | 先代の息子 | 貴族院議員（1922-1975） | スペンサー子爵(1761) オールトラップ子爵(1765) オールトラップ子爵(1905) スペンサー男爵(1761) |
|      | 第8代スペンサー伯爵 エドワード・ジョン・スペンサー （1924-1992）             | 1975年6月9日 - 1992年3月29日    | 先代の息子 | 貴族院議員（1975-1992） | スペンサー子爵(1761) オールトラップ子爵(1765) オールトラップ子爵(1905) スペンサー男爵(1761) |
|      | 第9代スペンサー伯爵 チャールズ・エドワード・モーリス・スペンサー （1964-）   | 1992年3月29日 - 受爵中          | 先代の息子 | 貴族院議員（1992-1999） | スペンサー子爵(1761) オールトラップ子爵(1765) オールトラップ子爵(1905) スペンサー男爵(1761) |

法定推定相続人は、第9代スペンサー伯の長男、オールトラップ子爵ルイス・フレデリック・ジョン・スペンサー（1994年 - ）である。

## 家系図
|                                                                        |                                                                        |                                                                        |                                                                        |                                                                        |                                                                        |                                                     |                                                     |                                                                                          |                                                                                          |                                                                                          |                                                                                          |                                                                                          |                                                                                          |  |  | 1603年 (ウォームレイトンの)スペンサー男爵                                 |                                                                           |                                                                           |                                                                           |                                                                           |                                                                           |                                                 |  |  |  |  |  |  |  |  |  |  |  |  |  |  |  |  |  |
|                                                                        |                                                                        |                                                                        |                                                                        |                                                                        |                                                                        |                                                     |                                                     |                                                                                          |                                                                                          |                                                                                          |                                                                                          |                                                                                          |                                                                                          |  |  | 初代スペンサー男爵 ロバート・スペンサー （1570-1627）                     |                                                                           |                                                                           |                                                                           |                                                                           |                                                                           |                                                 |  |  |  |  |  |  |  |  |  |  |  |  |  |  |  |  |  |
|                                                                        |                                                                        |                                                                        |                                                                        |                                                                        |                                                                        |                                                     |                                                     |                                                                                          |                                                                                          |                                                                                          |                                                                                          |                                                                                          |                                                                                          |  |  |                                                                           |                                                                           |                                                                           |                                                                           |                                                                           |                                                                           |                                                 |  |  |  |  |  |  |  |  |  |  |  |  |  |  |  |  |  |
|                                                                        |                                                                        |                                                                        |                                                                        |                                                                        |                                                                        |                                                     |                                                     |                                                                                          |                                                                                          |                                                                                          |                                                                                          |                                                                                          |                                                                                          |  |  | 2代スペンサー男爵 ウィリアム・スペンサー （1591-1636）                    |                                                                           |                                                                           |                                                                           |                                                                           |                                                                           |                                                 |  |  |  |  |  |  |  |  |  |  |  |  |  |  |  |  |  |
|                                                                        |                                                                        |                                                                        |                                                                        |                                                                        |                                                                        |                                                     |                                                     |                                                                                          |                                                                                          |                                                                                          |                                                                                          |                                                                                          |                                                                                          |  |  |                                                                           |                                                                           |                                                                           |                                                                           |                                                                           |                                                                           |                                                 |  |  |  |  |  |  |  |  |  |  |  |  |  |  |  |  |  |
|                                                                        |                                                                        |                                                                        |                                                                        |                                                                        |                                                                        |                                                     |                                                     |                                                                                          |                                                                                          |                                                                                          |                                                                                          |                                                                                          |                                                                                          |  |  | 1643年サンダーランド伯爵                                                  |                                                                           |                                                                           |                                                                           |                                                                           |                                                                           |                                                 |  |  |  |  |  |  |  |  |  |  |  |  |  |  |  |  |  |
|                                                                        |                                                                        |                                                                        |                                                                        |                                                                        |                                                                        |                                                     |                                                     |                                                                                          |                                                                                          |                                                                                          |                                                                                          |                                                                                          |                                                                                          |  |  | 初代サンダーランド伯 3代スペンサー男爵 ヘンリー・スペンサー （1620-1643） |                                                                           |                                                                           |                                                                           |                                                                           |                                                                           |                                                 |  |  |  |  |  |  |  |  |  |  |  |  |  |  |  |  |  |
|                                                                        |                                                                        |                                                                        |                                                                        |                                                                        |                                                                        |                                                     |                                                     |                                                                                          |                                                                                          |                                                                                          |                                                                                          |                                                                                          |                                                                                          |  |  |                                                                           |                                                                           |                                                                           |                                                                           |                                                                           |                                                                           |                                                 |  |  |  |  |  |  |  |  |  |  |  |  |  |  |  |  |  |
|                                                                        |                                                                        |                                                                        |                                                                        | 1702年マールバラ公爵                                                   |                                                                        |                                                     |                                                     |                                                                                          |                                                                                          |                                                                                          |                                                                                          |                                                                                          |                                                                                          |  |  |                                                                           |                                                                           |                                                                           |                                                                           |                                                                           |                                                                           |                                                 |  |  |  |  |  |  |  |  |  |  |  |  |  |  |  |  |  |
|                                                                        |                                                                        |                                                                        |                                                                        | 初代マールバラ公爵 ジョン・チャーチル （1650-1722）                    | 初代マールバラ公爵 ジョン・チャーチル （1650-1722）                    | 初代マールバラ公爵 ジョン・チャーチル （1650-1722） | 初代マールバラ公爵 ジョン・チャーチル （1650-1722） | 初代マールバラ公爵 ジョン・チャーチル （1650-1722）                                      | 初代マールバラ公爵 ジョン・チャーチル （1650-1722）                                      |                                                                                          |                                                                                          |                                                                                          |                                                                                          |  |  | 2代サンダーランド伯 4代スペンサー男爵 ロバート・スペンサー （1641-1702）  | 2代サンダーランド伯 4代スペンサー男爵 ロバート・スペンサー （1641-1702）  | 2代サンダーランド伯 4代スペンサー男爵 ロバート・スペンサー （1641-1702）  | 2代サンダーランド伯 4代スペンサー男爵 ロバート・スペンサー （1641-1702）  | 2代サンダーランド伯 4代スペンサー男爵 ロバート・スペンサー （1641-1702）  | 2代サンダーランド伯 4代スペンサー男爵 ロバート・スペンサー （1641-1702）  |                                                 |  |  |  |  |  |  |  |  |  |  |  |  |  |  |  |  |  |
|                                                                        |                                                                        |                                                                        |                                                                        | 初代マールバラ公爵 ジョン・チャーチル （1650-1722）                    | 初代マールバラ公爵 ジョン・チャーチル （1650-1722）                    | 初代マールバラ公爵 ジョン・チャーチル （1650-1722） | 初代マールバラ公爵 ジョン・チャーチル （1650-1722） | 初代マールバラ公爵 ジョン・チャーチル （1650-1722）                                      | 初代マールバラ公爵 ジョン・チャーチル （1650-1722）                                      |                                                                                          |                                                                                          |                                                                                          |                                                                                          |  |  | 2代サンダーランド伯 4代スペンサー男爵 ロバート・スペンサー （1641-1702）  | 2代サンダーランド伯 4代スペンサー男爵 ロバート・スペンサー （1641-1702）  | 2代サンダーランド伯 4代スペンサー男爵 ロバート・スペンサー （1641-1702）  | 2代サンダーランド伯 4代スペンサー男爵 ロバート・スペンサー （1641-1702）  | 2代サンダーランド伯 4代スペンサー男爵 ロバート・スペンサー （1641-1702）  | 2代サンダーランド伯 4代スペンサー男爵 ロバート・スペンサー （1641-1702）  |                                                 |  |  |  |  |  |  |  |  |  |  |  |  |  |  |  |  |  |
|                                                                        |                                                                        |                                                                        |                                                                        |                                                                        |                                                                        |                                                     |                                                     |                                                                                          |                                                                                          |                                                                                          |                                                                                          |                                                                                          |                                                                                          |  |  |                                                                           |                                                                           |                                                                           |                                                                           |                                                                           |                                                                           |                                                 |  |  |  |  |  |  |  |  |  |  |  |  |  |  |  |  |  |
| 2代マールバラ女公 ヘンリエッタ・ゴドルフィン (1681-1733)               | 2代マールバラ女公 ヘンリエッタ・ゴドルフィン (1681-1733)               | 2代マールバラ女公 ヘンリエッタ・ゴドルフィン (1681-1733)               | 2代マールバラ女公 ヘンリエッタ・ゴドルフィン (1681-1733)               | 2代マールバラ女公 ヘンリエッタ・ゴドルフィン (1681-1733)               | 2代マールバラ女公 ヘンリエッタ・ゴドルフィン (1681-1733)               |                                                     |                                                     | アン・スペンサー (1683-1716)                                                             | アン・スペンサー (1683-1716)                                                             | アン・スペンサー (1683-1716)                                                             | アン・スペンサー (1683-1716)                                                             | アン・スペンサー (1683-1716)                                                             | アン・スペンサー (1683-1716)                                                             |  |  | 3代サンダーランド伯 5代スペンサー男爵 チャールズ・スペンサー (1675–1722)  | 3代サンダーランド伯 5代スペンサー男爵 チャールズ・スペンサー (1675–1722)  | 3代サンダーランド伯 5代スペンサー男爵 チャールズ・スペンサー (1675–1722)  | 3代サンダーランド伯 5代スペンサー男爵 チャールズ・スペンサー (1675–1722)  | 3代サンダーランド伯 5代スペンサー男爵 チャールズ・スペンサー (1675–1722)  | 3代サンダーランド伯 5代スペンサー男爵 チャールズ・スペンサー (1675–1722)  |                                                 |  |  |  |  |  |  |  |  |  |  |  |  |  |  |  |  |  |
| 2代マールバラ女公 ヘンリエッタ・ゴドルフィン (1681-1733)               | 2代マールバラ女公 ヘンリエッタ・ゴドルフィン (1681-1733)               | 2代マールバラ女公 ヘンリエッタ・ゴドルフィン (1681-1733)               | 2代マールバラ女公 ヘンリエッタ・ゴドルフィン (1681-1733)               | 2代マールバラ女公 ヘンリエッタ・ゴドルフィン (1681-1733)               | 2代マールバラ女公 ヘンリエッタ・ゴドルフィン (1681-1733)               |                                                     |                                                     | アン・スペンサー (1683-1716)                                                             | アン・スペンサー (1683-1716)                                                             | アン・スペンサー (1683-1716)                                                             | アン・スペンサー (1683-1716)                                                             | アン・スペンサー (1683-1716)                                                             | アン・スペンサー (1683-1716)                                                             |  |  | 3代サンダーランド伯 5代スペンサー男爵 チャールズ・スペンサー (1675–1722)  | 3代サンダーランド伯 5代スペンサー男爵 チャールズ・スペンサー (1675–1722)  | 3代サンダーランド伯 5代スペンサー男爵 チャールズ・スペンサー (1675–1722)  | 3代サンダーランド伯 5代スペンサー男爵 チャールズ・スペンサー (1675–1722)  | 3代サンダーランド伯 5代スペンサー男爵 チャールズ・スペンサー (1675–1722)  | 3代サンダーランド伯 5代スペンサー男爵 チャールズ・スペンサー (1675–1722)  |                                                 |  |  |  |  |  |  |  |  |  |  |  |  |  |  |  |  |  |
|                                                                        |                                                                        |                                                                        |                                                                        |                                                                        |                                                                        |                                                     |                                                     |                                                                                          |                                                                                          |                                                                                          |                                                                                          |                                                                                          |                                                                                          |  |  |                                                                           |                                                                           |                                                                           |                                                                           |                                                                           |                                                                           |                                                 |  |  |  |  |  |  |  |  |  |  |  |  |  |  |  |  |  |
|                                                                        |                                                                        |                                                                        |                                                                        |                                                                        |                                                                        |                                                     |                                                     |                                                                                          |                                                                                          |                                                                                          |                                                                                          |                                                                                          |                                                                                          |  |  |                                                                           |                                                                           |                                                                           |                                                                           |                                                                           |                                                                           |                                                 |  |  |  |  |  |  |  |  |  |  |  |  |  |  |  |  |  |
| 4代サンダーランド伯 6代スペンサー男爵 ロバート・スペンサー (1701-1729) | 4代サンダーランド伯 6代スペンサー男爵 ロバート・スペンサー (1701-1729) | 4代サンダーランド伯 6代スペンサー男爵 ロバート・スペンサー (1701-1729) | 4代サンダーランド伯 6代スペンサー男爵 ロバート・スペンサー (1701-1729) | 4代サンダーランド伯 6代スペンサー男爵 ロバート・スペンサー (1701-1729) | 4代サンダーランド伯 6代スペンサー男爵 ロバート・スペンサー (1701-1729) |                                                     |                                                     | 3代マールバラ公 5代サンダーランド伯 7代スペンサー男爵 チャールズ・スペンサー (1706–1758) | 3代マールバラ公 5代サンダーランド伯 7代スペンサー男爵 チャールズ・スペンサー (1706–1758) | 3代マールバラ公 5代サンダーランド伯 7代スペンサー男爵 チャールズ・スペンサー (1706–1758) | 3代マールバラ公 5代サンダーランド伯 7代スペンサー男爵 チャールズ・スペンサー (1706–1758) | 3代マールバラ公 5代サンダーランド伯 7代スペンサー男爵 チャールズ・スペンサー (1706–1758) | 3代マールバラ公 5代サンダーランド伯 7代スペンサー男爵 チャールズ・スペンサー (1706–1758) |  |  | ジョン・スペンサー (1708–1746)                                            | ジョン・スペンサー (1708–1746)                                            | ジョン・スペンサー (1708–1746)                                            | ジョン・スペンサー (1708–1746)                                            | ジョン・スペンサー (1708–1746)                                            | ジョン・スペンサー (1708–1746)                                            |                                                 |  |  |  |  |  |  |  |  |  |  |  |  |  |  |  |  |  |
| 4代サンダーランド伯 6代スペンサー男爵 ロバート・スペンサー (1701-1729) | 4代サンダーランド伯 6代スペンサー男爵 ロバート・スペンサー (1701-1729) | 4代サンダーランド伯 6代スペンサー男爵 ロバート・スペンサー (1701-1729) | 4代サンダーランド伯 6代スペンサー男爵 ロバート・スペンサー (1701-1729) | 4代サンダーランド伯 6代スペンサー男爵 ロバート・スペンサー (1701-1729) | 4代サンダーランド伯 6代スペンサー男爵 ロバート・スペンサー (1701-1729) |                                                     |                                                     | 3代マールバラ公 5代サンダーランド伯 7代スペンサー男爵 チャールズ・スペンサー (1706–1758) | 3代マールバラ公 5代サンダーランド伯 7代スペンサー男爵 チャールズ・スペンサー (1706–1758) | 3代マールバラ公 5代サンダーランド伯 7代スペンサー男爵 チャールズ・スペンサー (1706–1758) | 3代マールバラ公 5代サンダーランド伯 7代スペンサー男爵 チャールズ・スペンサー (1706–1758) | 3代マールバラ公 5代サンダーランド伯 7代スペンサー男爵 チャールズ・スペンサー (1706–1758) | 3代マールバラ公 5代サンダーランド伯 7代スペンサー男爵 チャールズ・スペンサー (1706–1758) |  |  | ジョン・スペンサー (1708–1746)                                            | ジョン・スペンサー (1708–1746)                                            | ジョン・スペンサー (1708–1746)                                            | ジョン・スペンサー (1708–1746)                                            | ジョン・スペンサー (1708–1746)                                            | ジョン・スペンサー (1708–1746)                                            |                                                 |  |  |  |  |  |  |  |  |  |  |  |  |  |  |  |  |  |
|                                                                        |                                                                        |                                                                        |                                                                        |                                                                        |                                                                        |                                                     |                                                     | マールバラ公爵家へ                                                                       | マールバラ公爵家へ                                                                       | マールバラ公爵家へ                                                                       | マールバラ公爵家へ                                                                       | マールバラ公爵家へ                                                                       | マールバラ公爵家へ                                                                       |  |  | 1765年スペンサー伯爵                                                      | 1765年スペンサー伯爵                                                      | 1765年スペンサー伯爵                                                      | 1765年スペンサー伯爵                                                      | 1765年スペンサー伯爵                                                      | 1765年スペンサー伯爵                                                      |                                                 |  |  |  |  |  |  |  |  |  |  |  |  |  |  |  |  |  |
|                                                                        |                                                                        |                                                                        |                                                                        |                                                                        |                                                                        |                                                     |                                                     | マールバラ公爵家へ                                                                       | マールバラ公爵家へ                                                                       | マールバラ公爵家へ                                                                       | マールバラ公爵家へ                                                                       | マールバラ公爵家へ                                                                       | マールバラ公爵家へ                                                                       |  |  | 1765年スペンサー伯爵                                                      | 1765年スペンサー伯爵                                                      | 1765年スペンサー伯爵                                                      | 1765年スペンサー伯爵                                                      | 1765年スペンサー伯爵                                                      | 1765年スペンサー伯爵                                                      | 初代スペンサー伯 ジョン・スペンサー (1734-1783) |  |  |  |  |  |  |  |  |  |  |  |  |  |  |  |  |  |
|                                                                        |                                                                        |                                                                        |                                                                        |                                                                        |                                                                        |                                                     |                                                     |                                                                                          |                                                                                          |                                                                                          |                                                                                          |                                                                                          |                                                                                          |  |  |                                                                           |                                                                           |                                                                           |                                                                           |                                                                           |                                                                           |                                                 |  |  |  |  |  |  |  |  |  |  |  |  |  |  |  |  |  |
|                                                                        |                                                                        |                                                                        |                                                                        |                                                                        |                                                                        |                                                     |                                                     |                                                                                          |                                                                                          |                                                                                          |                                                                                          |                                                                                          |                                                                                          |  |  | 2代スペンサー伯 ジョージ・スペンサー (1758-1834)                          |                                                                           |                                                                           |                                                                           |                                                                           |                                                                           |                                                 |  |  |  |  |  |  |  |  |  |  |  |  |  |  |  |  |  |
|                                                                        |                                                                        |                                                                        |                                                                        |                                                                        |                                                                        |                                                     |                                                     |                                                                                          |                                                                                          |                                                                                          |                                                                                          |                                                                                          |                                                                                          |  |  |                                                                           |                                                                           |                                                                           |                                                                           |                                                                           |                                                                           |                                                 |  |  |  |  |  |  |  |  |  |  |  |  |  |  |  |  |  |
|                                                                        |                                                                        |                                                                        |                                                                        |                                                                        |                                                                        |                                                     |                                                     |                                                                                          |                                                                                          |                                                                                          |                                                                                          |                                                                                          |                                                                                          |  |  |                                                                           |                                                                           |                                                                           |                                                                           |                                                                           |                                                                           |                                                 |  |  |  |  |  |  |  |  |  |  |  |  |  |  |  |  |  |
|                                                                        |                                                                        |                                                                        |                                                                        |                                                                        |                                                                        |                                                     |                                                     | 3代スペンサー伯 ジョン・スペンサー (1782-1845)                                           | 3代スペンサー伯 ジョン・スペンサー (1782-1845)                                           | 3代スペンサー伯 ジョン・スペンサー (1782-1845)                                           | 3代スペンサー伯 ジョン・スペンサー (1782-1845)                                           | 3代スペンサー伯 ジョン・スペンサー (1782-1845)                                           | 3代スペンサー伯 ジョン・スペンサー (1782-1845)                                           |  |  | 4代スペンサー伯 フレデリック・スペンサー (1798-1857)                      | 4代スペンサー伯 フレデリック・スペンサー (1798-1857)                      | 4代スペンサー伯 フレデリック・スペンサー (1798-1857)                      | 4代スペンサー伯 フレデリック・スペンサー (1798-1857)                      | 4代スペンサー伯 フレデリック・スペンサー (1798-1857)                      | 4代スペンサー伯 フレデリック・スペンサー (1798-1857)                      |                                                 |  |  |  |  |  |  |  |  |  |  |  |  |  |  |  |  |  |
|                                                                        |                                                                        |                                                                        |                                                                        |                                                                        |                                                                        |                                                     |                                                     | 3代スペンサー伯 ジョン・スペンサー (1782-1845)                                           | 3代スペンサー伯 ジョン・スペンサー (1782-1845)                                           | 3代スペンサー伯 ジョン・スペンサー (1782-1845)                                           | 3代スペンサー伯 ジョン・スペンサー (1782-1845)                                           | 3代スペンサー伯 ジョン・スペンサー (1782-1845)                                           | 3代スペンサー伯 ジョン・スペンサー (1782-1845)                                           |  |  | 4代スペンサー伯 フレデリック・スペンサー (1798-1857)                      | 4代スペンサー伯 フレデリック・スペンサー (1798-1857)                      | 4代スペンサー伯 フレデリック・スペンサー (1798-1857)                      | 4代スペンサー伯 フレデリック・スペンサー (1798-1857)                      | 4代スペンサー伯 フレデリック・スペンサー (1798-1857)                      | 4代スペンサー伯 フレデリック・スペンサー (1798-1857)                      |                                                 |  |  |  |  |  |  |  |  |  |  |  |  |  |  |  |  |  |
|                                                                        |                                                                        |                                                                        |                                                                        |                                                                        |                                                                        |                                                     |                                                     |                                                                                          |                                                                                          |                                                                                          |                                                                                          |                                                                                          |                                                                                          |  |  |                                                                           |                                                                           |                                                                           |                                                                           |                                                                           |                                                                           |                                                 |  |  |  |  |  |  |  |  |  |  |  |  |  |  |  |  |  |
|                                                                        |                                                                        |                                                                        |                                                                        |                                                                        |                                                                        |                                                     |                                                     |                                                                                          |                                                                                          |                                                                                          |                                                                                          |                                                                                          |                                                                                          |  |  | 1905年オールトラップ子爵                                                  |                                                                           |                                                                           |                                                                           |                                                                           |                                                                           |                                                 |  |  |  |  |  |  |  |  |  |  |  |  |  |  |  |  |  |
|                                                                        |                                                                        |                                                                        |                                                                        |                                                                        |                                                                        |                                                     |                                                     | 5代スペンサー伯 ジョン・スペンサー (1835-1910)                                           | 5代スペンサー伯 ジョン・スペンサー (1835-1910)                                           | 5代スペンサー伯 ジョン・スペンサー (1835-1910)                                           | 5代スペンサー伯 ジョン・スペンサー (1835-1910)                                           | 5代スペンサー伯 ジョン・スペンサー (1835-1910)                                           | 5代スペンサー伯 ジョン・スペンサー (1835-1910)                                           |  |  | 6代スペンサー伯 初代オールトラップ子爵 チャールズ・スペンサー (1857-1922) | 6代スペンサー伯 初代オールトラップ子爵 チャールズ・スペンサー (1857-1922) | 6代スペンサー伯 初代オールトラップ子爵 チャールズ・スペンサー (1857-1922) | 6代スペンサー伯 初代オールトラップ子爵 チャールズ・スペンサー (1857-1922) | 6代スペンサー伯 初代オールトラップ子爵 チャールズ・スペンサー (1857-1922) | 6代スペンサー伯 初代オールトラップ子爵 チャールズ・スペンサー (1857-1922) |                                                 |  |  |  |  |  |  |  |  |  |  |  |  |  |  |  |  |  |
|                                                                        |                                                                        |                                                                        |                                                                        |                                                                        |                                                                        |                                                     |                                                     | 5代スペンサー伯 ジョン・スペンサー (1835-1910)                                           | 5代スペンサー伯 ジョン・スペンサー (1835-1910)                                           | 5代スペンサー伯 ジョン・スペンサー (1835-1910)                                           | 5代スペンサー伯 ジョン・スペンサー (1835-1910)                                           | 5代スペンサー伯 ジョン・スペンサー (1835-1910)                                           | 5代スペンサー伯 ジョン・スペンサー (1835-1910)                                           |  |  | 6代スペンサー伯 初代オールトラップ子爵 チャールズ・スペンサー (1857-1922) | 6代スペンサー伯 初代オールトラップ子爵 チャールズ・スペンサー (1857-1922) | 6代スペンサー伯 初代オールトラップ子爵 チャールズ・スペンサー (1857-1922) | 6代スペンサー伯 初代オールトラップ子爵 チャールズ・スペンサー (1857-1922) | 6代スペンサー伯 初代オールトラップ子爵 チャールズ・スペンサー (1857-1922) | 6代スペンサー伯 初代オールトラップ子爵 チャールズ・スペンサー (1857-1922) |                                                 |  |  |  |  |  |  |  |  |  |  |  |  |  |  |  |  |  |
|                                                                        |                                                                        |                                                                        |                                                                        |                                                                        |                                                                        |                                                     |                                                     |                                                                                          |                                                                                          |                                                                                          |                                                                                          |                                                                                          |                                                                                          |  |  | 7代スペンサー伯 2代オールトラップ子爵 アルバート・スペンサー (1892-1975)  |                                                                           |                                                                           |                                                                           |                                                                           |                                                                           |                                                 |  |  |  |  |  |  |  |  |  |  |  |  |  |  |  |  |  |
|                                                                        |                                                                        |                                                                        |                                                                        |                                                                        |                                                                        |                                                     |                                                     |                                                                                          |                                                                                          |                                                                                          |                                                                                          |                                                                                          |                                                                                          |  |  |                                                                           |                                                                           |                                                                           |                                                                           |                                                                           |                                                                           |                                                 |  |  |  |  |  |  |  |  |  |  |  |  |  |  |  |  |  |
|                                                                        |                                                                        |                                                                        |                                                                        |                                                                        |                                                                        |                                                     |                                                     |                                                                                          |                                                                                          |                                                                                          |                                                                                          |                                                                                          |                                                                                          |  |  | 8代スペンサー伯 3代オールトラップ子爵 エドワード・スペンサー (1924-1992)  |                                                                           |                                                                           |                                                                           |                                                                           |                                                                           |                                                 |  |  |  |  |  |  |  |  |  |  |  |  |  |  |  |  |  |
|                                                                        |                                                                        |                                                                        |                                                                        |                                                                        |                                                                        |                                                     |                                                     |                                                                                          |                                                                                          |                                                                                          |                                                                                          |                                                                                          |                                                                                          |  |  |                                                                           |                                                                           |                                                                           |                                                                           |                                                                           |                                                                           |                                                 |  |  |  |  |  |  |  |  |  |  |  |  |  |  |  |  |  |
|                                                                        |                                                                        |                                                                        |                                                                        |                                                                        |                                                                        |                                                     |                                                     |                                                                                          |                                                                                          |                                                                                          |                                                                                          |                                                                                          |                                                                                          |  |  |                                                                           |                                                                           |                                                                           |                                                                           |                                                                           |                                                                           |                                                 |  |  |  |  |  |  |  |  |  |  |  |  |  |  |  |  |  |
|                                                                        |                                                                        |                                                                        |                                                                        |                                                                        |                                                                        |                                                     |                                                     | ダイアナ (1961-1997)                                                                     | ダイアナ (1961-1997)                                                                     | ダイアナ (1961-1997)                                                                     | ダイアナ (1961-1997)                                                                     | ダイアナ (1961-1997)                                                                     | ダイアナ (1961-1997)                                                                     |  |  | 9代スペンサー伯 4代オールトラップ子爵 チャールズ・スペンサー (1964-)      | 9代スペンサー伯 4代オールトラップ子爵 チャールズ・スペンサー (1964-)      | 9代スペンサー伯 4代オールトラップ子爵 チャールズ・スペンサー (1964-)      | 9代スペンサー伯 4代オールトラップ子爵 チャールズ・スペンサー (1964-)      | 9代スペンサー伯 4代オールトラップ子爵 チャールズ・スペンサー (1964-)      | 9代スペンサー伯 4代オールトラップ子爵 チャールズ・スペンサー (1964-)      |                                                 |  |  |  |  |  |  |  |  |  |  |  |  |  |  |  |  |  |
|                                                                        |                                                                        |                                                                        |                                                                        |                                                                        |                                                                        |                                                     |                                                     | ダイアナ (1961-1997)                                                                     | ダイアナ (1961-1997)                                                                     | ダイアナ (1961-1997)                                                                     | ダイアナ (1961-1997)                                                                     | ダイアナ (1961-1997)                                                                     | ダイアナ (1961-1997)                                                                     |  |  | 9代スペンサー伯 4代オールトラップ子爵 チャールズ・スペンサー (1964-)      | 9代スペンサー伯 4代オールトラップ子爵 チャールズ・スペンサー (1964-)      | 9代スペンサー伯 4代オールトラップ子爵 チャールズ・スペンサー (1964-)      | 9代スペンサー伯 4代オールトラップ子爵 チャールズ・スペンサー (1964-)      | 9代スペンサー伯 4代オールトラップ子爵 チャールズ・スペンサー (1964-)      | 9代スペンサー伯 4代オールトラップ子爵 チャールズ・スペンサー (1964-)      |                                                 |  |  |  |  |  |  |  |  |  |  |  |  |  |  |  |  |  |
|                                                                        |                                                                        |                                                                        |                                                                        |                                                                        |                                                                        |                                                     |                                                     |                                                                                          |                                                                                          |                                                                                          |                                                                                          |                                                                                          |                                                                                          |  |  | オールトラップ子爵(儀礼称号) ルイス・スペンサー (1994-)                   |                                                                           |                                                                           |                                                                           |                                                                           |                                                                           |                                                 |  |  |  |  |  |  |  |  |  |  |  |  |  |  |  |  |  |